# Liste der Biografien/Cher
Liste der Biografien |
Portal Biografien |
Personensuche
# |
A |
B |
C |
D |
E |
F |
G |
H |
I |
J |
K |
L |
M |
N |
O |
P |
Q |
R |
S |
T |
U |
V |
W |
X |
Y |
Z |
?
 
Ca |
Cb |
Cc |
Ce |
Ch |
Ci |
Cj |
Ck |
Cl |
Cm |
Cn |
Co |
Cr |
Cs |
Ct |
Cu |
Cv |
Cw |
Cy |
Cz
 
Cha |
Chb |
Che |
Chh |
Chi |
Chk |
Chl |
Chm |
Chn |
Cho |
Chr |
Cht |
Chu |
Chv |
Chw |
Chy
 
Chea |
Cheb |
Chec |
Ched |
Chee |
Chef |
Cheg |
Cheh |
Chei |
Chej |
Chek |
Chel |
Chem |
Chen |
Cheo |
Chep |
Cheq |
Cher |
Ches |
Chet |
Cheu |
Chev |
Chew |
Chey |
Chez
Die Liste der Biografien führt alle Personen auf, die in der deutschsprachigen Wikipedia einen Artikel haben. Dieses ist eine Teilliste mit 217 Einträgen von Personen, deren Namen mit den Buchstaben „Cher“ beginnt.

## Cher
- Cher (* 1946), US-amerikanische Sängerin und SchauspielerinCher (* 1946)

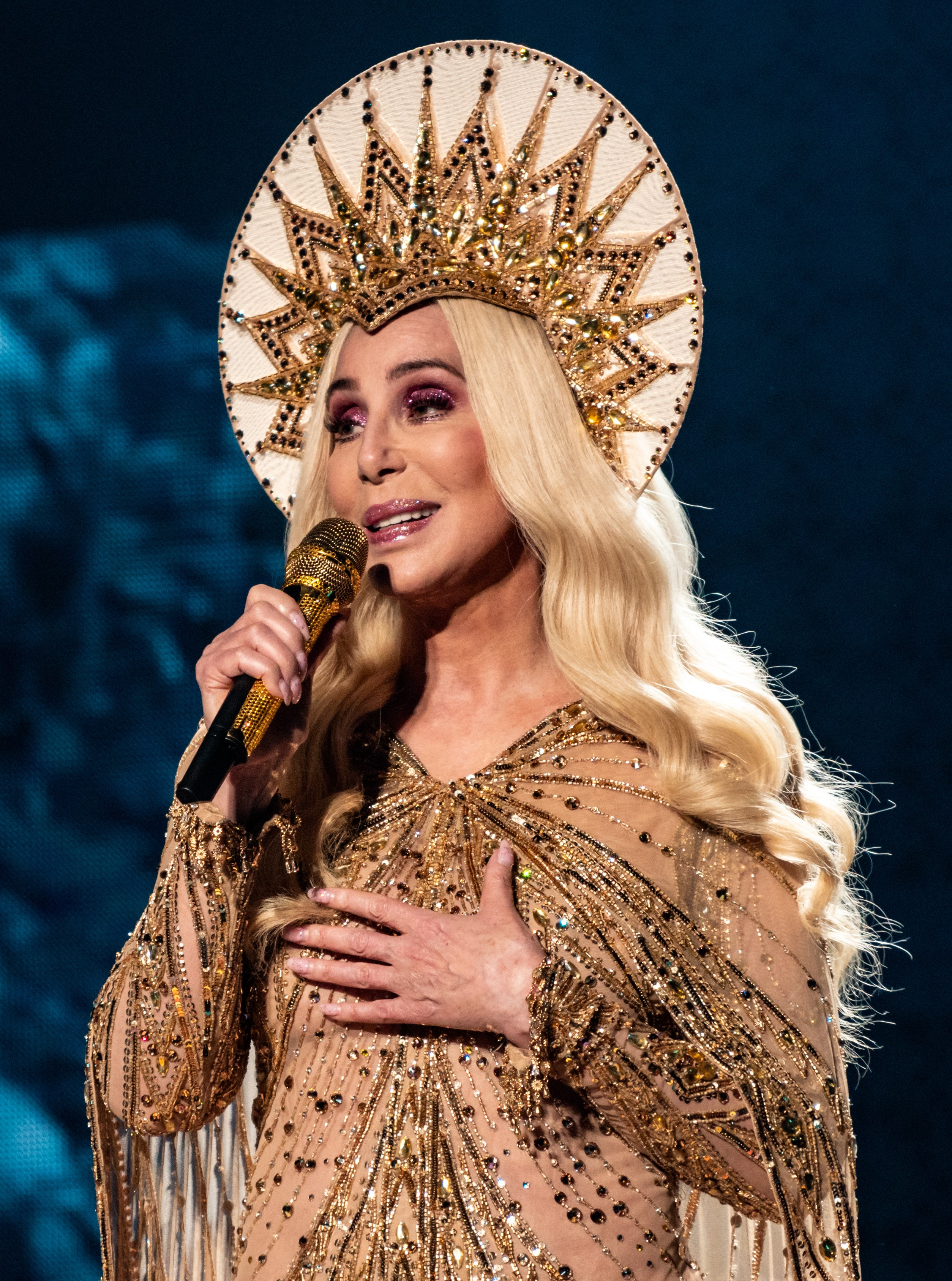
Cher (* 1946)

### Chera
- Chera, Gavi Singh, britischer Schauspieler
- Cherabi, Hichem Khalil (* 1993), algerischer Leichtathlet
- Cheran, Florin (* 1947), rumänischer Fußballspieler
- Cheraskin, Emanuel (1916–2001), US-amerikanischer Mediziner und Zahnarzt
- Cheraskow, Michail Matwejewitsch (1733–1807), russischer Dichter und Schriftsteller
- Cheraskowa, Tatjana Nikolajewna (* 1937), sowjetisch-russische Geologin und Hochschullehrerin

### Cherb
- Cherberg, John A. (1910–1992), US-amerikanischer Politiker
- Cherbuliez, Antoine-Elisée (1888–1964), Schweizer Musikwissenschaftler und Hochschullehrer
- Cherbuliez, Emile (1891–1985), Schweizer Chemiker
- Cherbuliez, Victor (1829–1899), schweizerisch-französischer Schriftsteller

### Cherc
- Cherchari, Malik (1974–2013), französischer Boxer
- Cherchi, Antonietta, italienische Mikropaläontologin

### Cherd
- Cherdron, Eberhard (* 1943), evangelischer Theologe

### Chere
- Chéreau, Jean-Luc (* 1948), französischer Autorennfahrer
- Chéreau, Patrice (1944–2013), französischer RegisseurPatrice Chéreau (1944–2013)

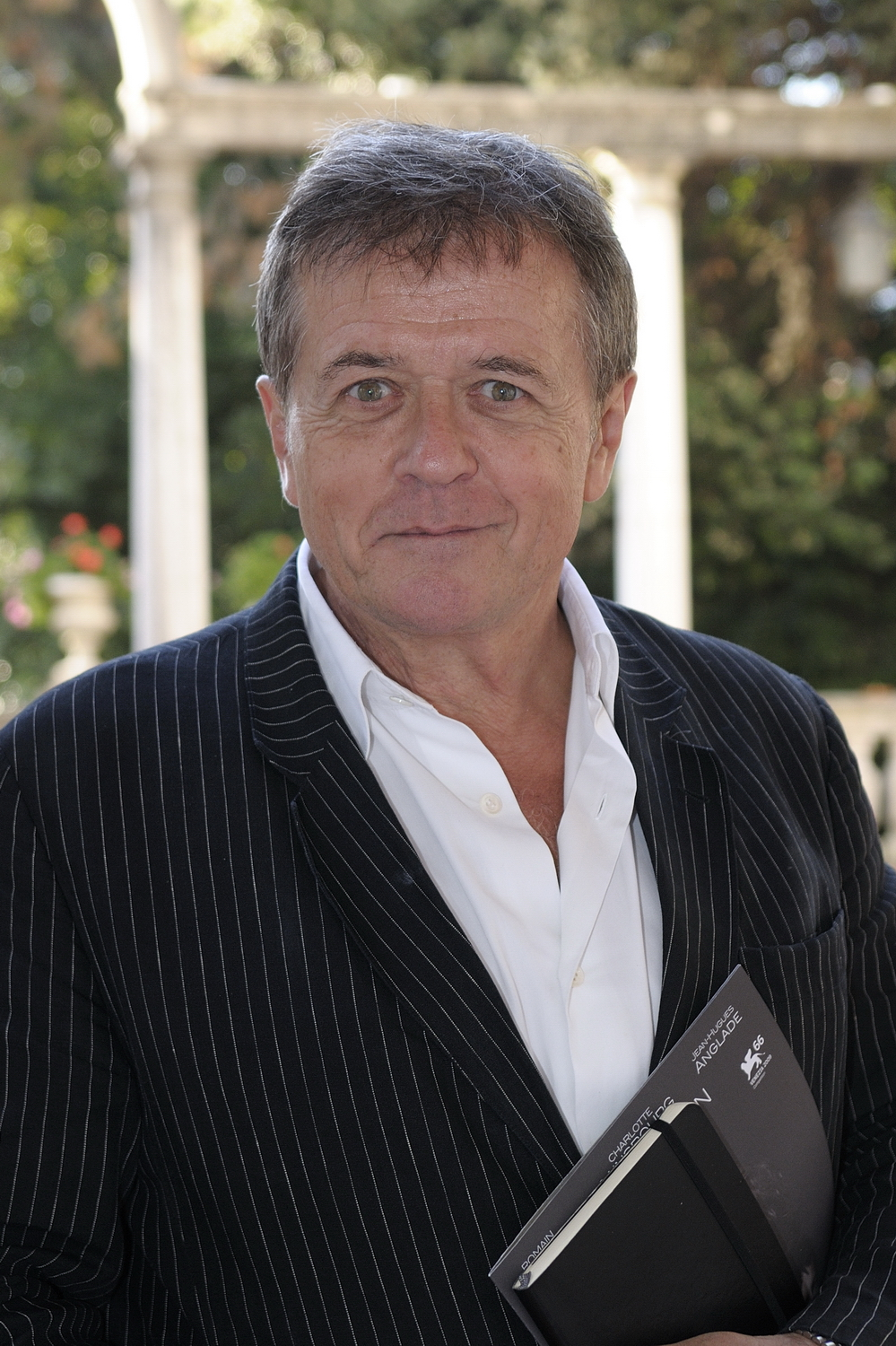
Patrice Chéreau (1944–2013)

- Chérel, Albert (1880–1962), französischer Romanist und Literaturwissenschaftler
- Chérel, Alphonse (1882–1956), französischer Sprachwissenschaftler und Lektor
- Chérel, Mikaël (* 1986), französischer Radrennfahrer
- Chérèque, François (1956–2017), französischer Gewerkschafter
- Chérestal, Jean Marie (* 1947), haitianischer Politiker
- Chéret, Joseph (1838–1894), französischer Bildhauer und Keramikkünstler
- Chéret, Jules (1836–1932), französischer Lithograf, Grafiker und Maler
- Cherevychko, Denys, ukrainischer Balletttänzer

### Cherf
- Cherfa, Sofyane (* 1984), französischer Fußballspieler
- Cherfilus-McCormick, Sheila (* 1979), US-amerikanische Anwältin und Politikerin der Demokratischen Partei

### Cherg
- Chergé, Christian de (1937–1996), französischer Trappist
- Chergiani, Nestor (* 1975), georgischer Judoka
- Chergui, Smail (* 1956), algerischer Diplomat

### Cherh
- Cherhal, Jeanne (* 1978), französische Musikerin

### Cheri
- Cheri, Fernand J. (1952–2023), US-amerikanischer römisch-katholischer Ordensgeistlicher, Weihbischof in New Orleans
- Chéri, Rose (1824–1861), französische Schauspielerin
- Cheri, Tina (* 1973), US-amerikanische Pornodarstellerin
- Chéri, Victor (1830–1882), französischer Komponist und Dirigent
- Cheriankunnel, Mathew (1930–2022), indischer Ordensgeistlicher, römisch-katholischer Bischof von Kurnool
- Cheribo, Daniel (* 1981), kenianischer Marathonläufer
- Cherico, Gene (1935–1994), US-amerikanischer Jazzmusiker
- Cherid, Jean-Pierre († 1984), französischer Terrorist in der OAS
- Chérie (* 1979), Sängerin/Komponistin und bildende Künstlerin
- Cherif, Antoni Nadir (* 1975), deutscher Architekt und Fachbuchautor
- Cherif, Chokri (* 1966), tunesischer Ingenieur, Wissenschaftler und Hochschullehrer
- Chérif, Emile (* 2009), französischer Kinderdarsteller
- Chérif, Karim (* 1977), französisch-schweizerischer SchauspielerKarim Chérif (* 1977)

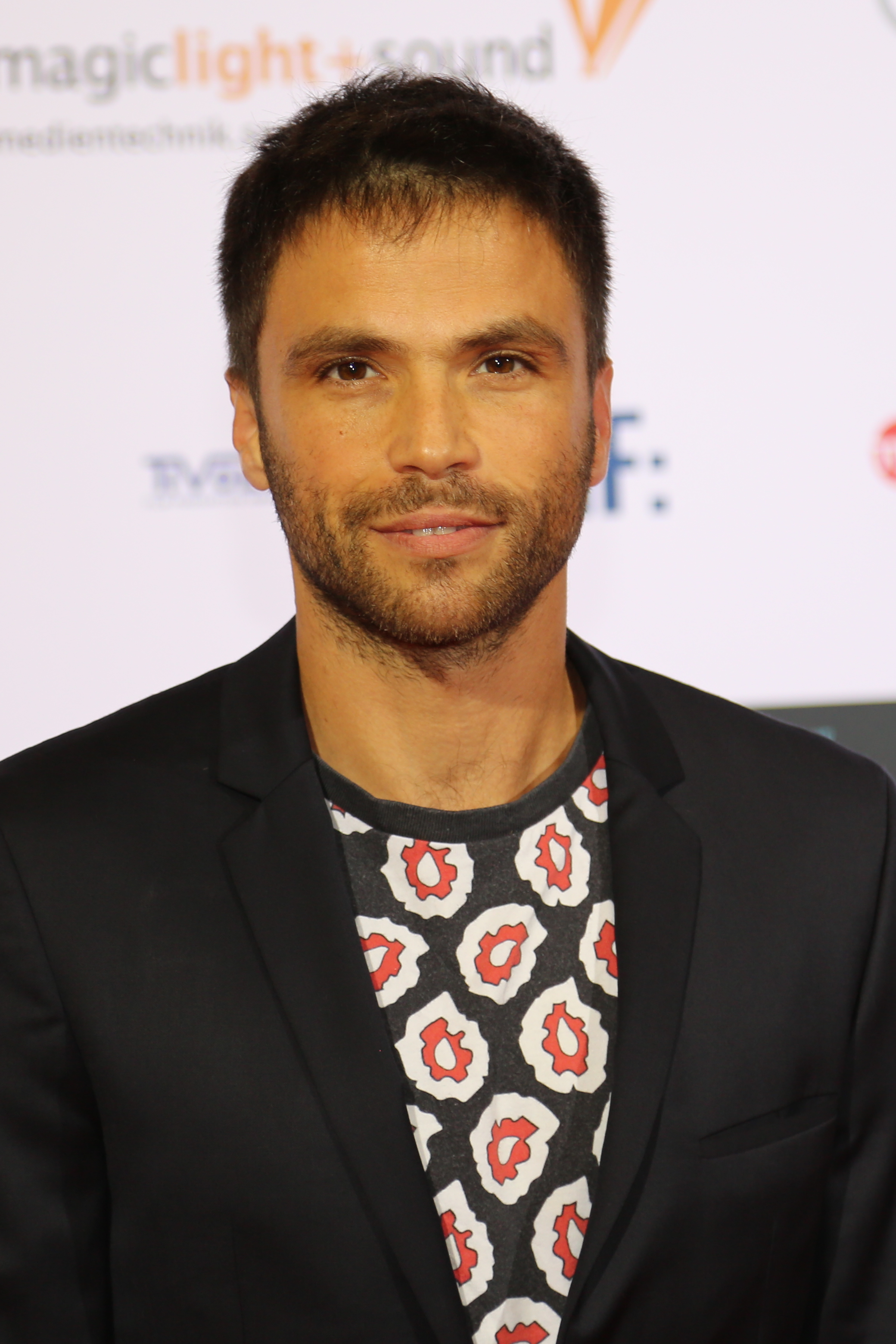
Karim Chérif (* 1977)

- Cherif, Mohamed (* 2000), deutscher Fußballspieler
- Chérif, Mohamed El Hachemi († 1923), algerischer Sufi-Scheich und Anti-Kolonialist
- Cherif, Mustapha (* 1950), algerischer Diplomat, Politiker, Akademiker und Essayist
- Chérif, Sidiki (* 2006), französisch-guineischer Fußballspieler
- Chérif, Souleymane (* 1944), guineischer Fußballspieler
- Cherifi, Hacine (* 1967), französischer Boxweltmeister
- Cherigat, Timothy (* 1976), kenianischer Marathonläufer
- Cherikoff, Vic, australischer Unternehmer
- Chéritat, Arnaud (* 1975), französischer Mathematiker
- Cherito (1968–2019), dominikanischer Sänger, Songwriter, Arrangeur und Komponist
- Cherix, Édouard (1809–1876), Schweizer Politiker
- Chérizier, Jimmy, haitianischer Bandenführer

### Cherk
- Cherkaev, Andrej (* 1950), russischer Mathematiker
- Cherkaoui El Moursli, Rajaâ (* 1954), marokkanische Physikerin und Hochschullehrerin
- Cherkaoui, Sidi Larbi (* 1976), belgischer Choreograph
- Cherkassky, Shura (1909–1995), jüdischer Pianist
- Cherki, Rayan (* 2003), französisch-algerischer FußballspielerRayan Cherki (* 2003)

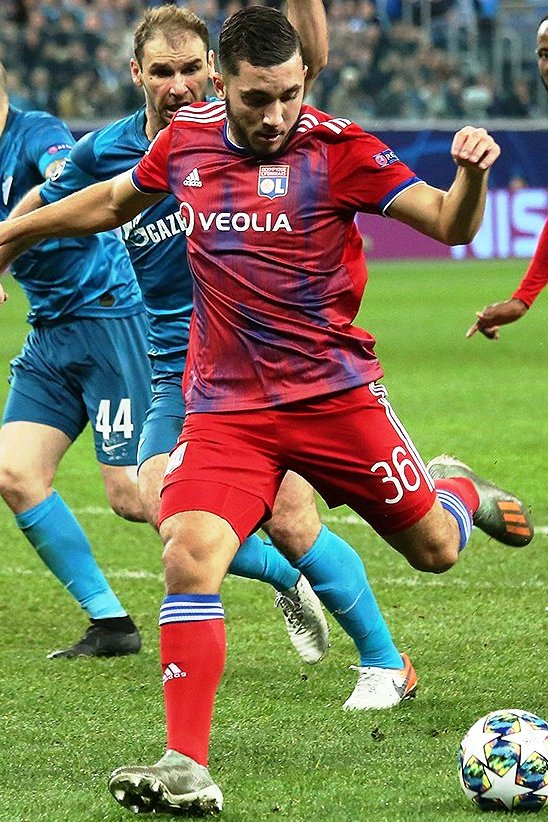
Rayan Cherki (* 2003)

- Cherkos, Abreham (* 1989), äthiopischer Langstreckenläufer

### Cherl
- Cherler, Johann Heinrich, Schweizer Arzt und Botaniker
- Cherler, Paul (1541–1600), evangelischer Pfarrer und Dichter
- Cherleton, Edward, 5. Baron Cherleton († 1421), englischer Marcher Lord
- Cherleton, John, 2. Baron Cherleton, walisischer Marcher Lord
- Cherleton, John, 3. Baron Cherleton († 1374), Marcher Lord
- Cherleton, John, 4. Baron Cherleton (1362–1401), walisischer Marcher Lord

### Cherm
- Chermann, Jean-Claude (* 1939), französischer Biologe (Virologie)
- Chermayeff, Peter (* 1936), US-amerikanischer Architekt, Designer und Projektentwickler
- Chermayeff, Serge (1900–1996), US-amerikanischer Architekt
- Chermiti, Amine (* 1987), tunesischer Fußballspieler
- Chermiti, Youssef (* 2004), portugiesischer Fußballspieler
- Chermside, Herbert (1850–1929), britischer Offizier und Diplomat

### Chern
- Chern, Shiing-Shen (1911–2004), chinesischer MathematikerShiing-Shen Chern (1911–2004)

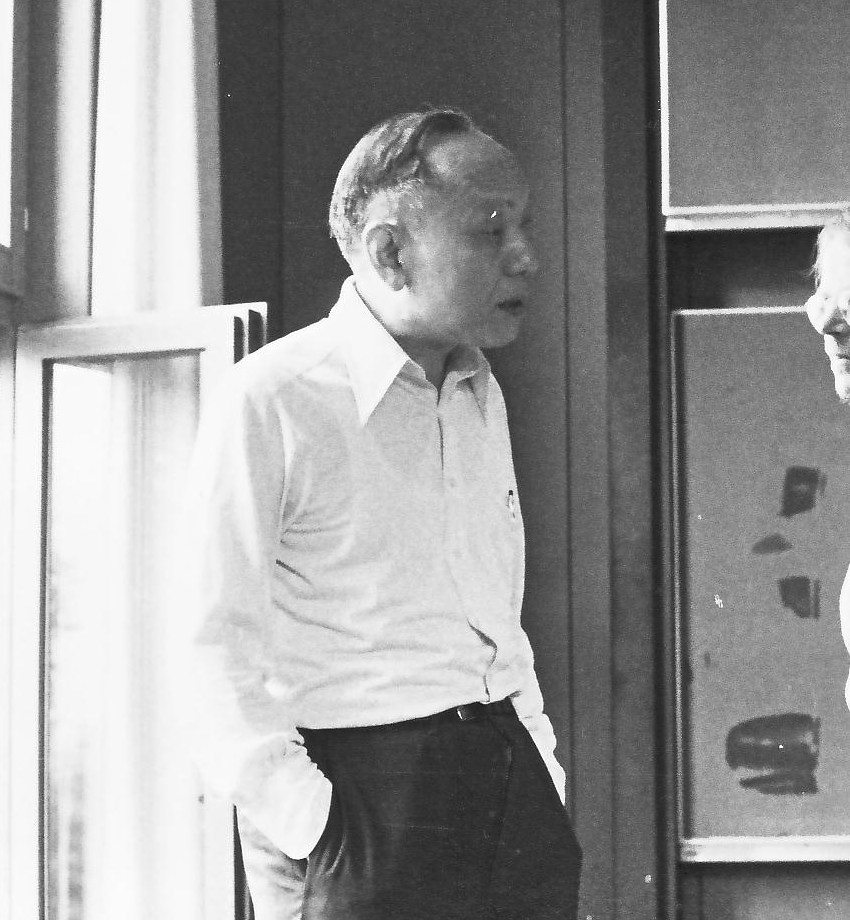
Shiing-Shen Chern (1911–2004)

- Chernacov, Gabriel (* 1954), costa-ricanischer Skirennläufer
- Chernacov, Martín (* 1965), costa-ricanischer Skirennläufer
- Chernaik, Judith (* 1934), US-amerikanische Schriftstellerin, Musikwissenschaftlerin und Biographin
- Cherne, Leo (1912–1999), US-amerikanischer Unternehmensberater
- Cherner, Jarrett (* 1981), US-amerikanischer Jazzmusiker (Piano)
- Cherner, Norman (1920–1987), US-amerikanischer Pionier des Fertighausbaus und Sitzmöbeldesigner
- Chernev, Irving (1900–1981), US-amerikanischer Schachbuchautor
- Cherney, Brian (* 1942), kanadischer Komponist
- Cherney, Christopher (1953–2020), US-amerikanischer Musiker (Piano), Arrangeur und Komponist
- Cherney, Lawrence (* 1946), kanadischer Oboist und Musikpädagoge
- Cherney, Michael (* 1952), israelischer Unternehmer
- Cherniavsky, Jan (1892–1989), kanadischer Pianist ukrainischer Herkunft
- Cherniavsky, Leo (1890–1974), kanadischer Violinist ukrainischer Herkunft
- Cherniavsky, Mischel (1893–1982), kanadischer Cellist
- Chernin, Cayle (1947–2011), kanadische Schauspielerin und Filmproduzentin
- Chernin, Peter (* 1951), US-amerikanischer Filmproduzent und UnternehmerPeter Chernin (* 1951)

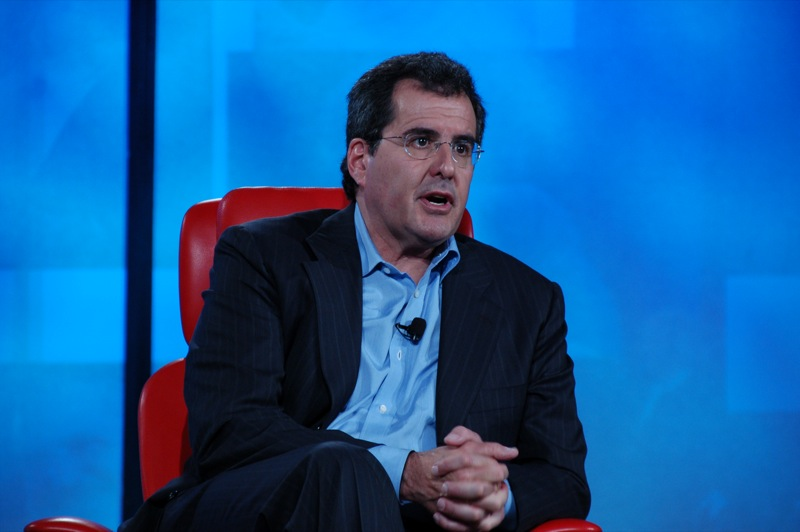
Peter Chernin (* 1951)

- Cherniss, Harold (1904–1987), US-amerikanischer Philosoph
- Chernoff, Herman (* 1923), US-amerikanischer Mathematiker
- Chernoff, Paul (1942–2017), US-amerikanischer Mathematiker
- Chernomaz, Rich (* 1963), kanadischer Eishockeyspieler und -trainer
- Chernomor, Vladlen (* 1978), usbekischer Violinist
- Chernoubi, Issam (* 1987), marokkanischer Taekwondoin
- Chernov, Alex (* 1938), australischer Jurist und Gouverneur von Victoria
- Chernove, Tristen (* 1975), kanadischer Paracycler
- Chernow, Ron (* 1949), US-amerikanischer Journalist und Biograf
- Chernus, Michael (* 1977), US-amerikanischer SchauspielerMichael Chernus (* 1977)

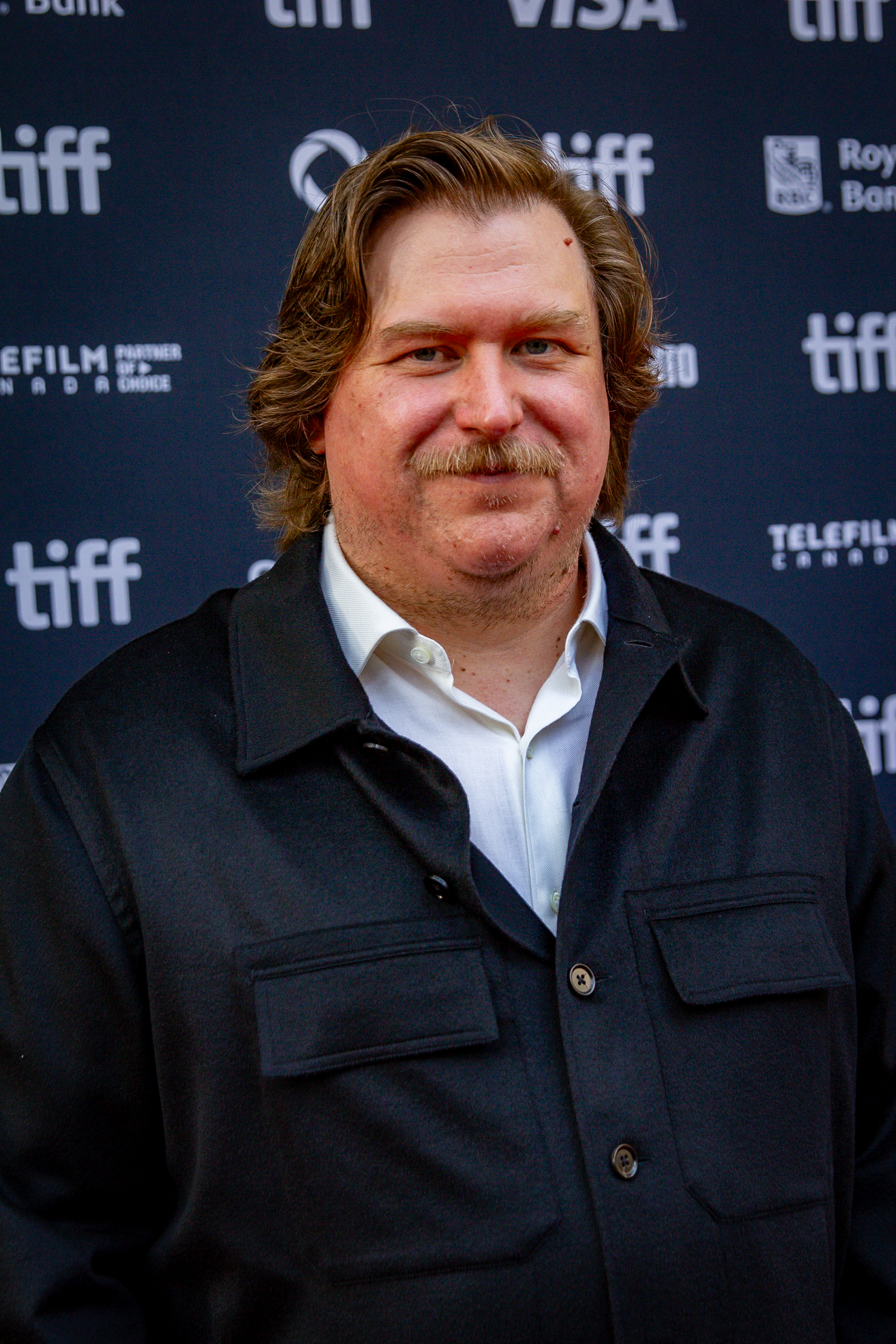
Michael Chernus (* 1977)

- Cherny, Nick (* 2007), deutsch-russischer Fußballspieler
- Cherny, Vladislav (* 2003), deutsch-russischer Fußballspieler

### Chero
- Chéro, Jeanette (1927–2023), deutsche Chansonnette
- Cheroben, Abraham (* 1992), bahrainischer Langstreckenläufer kenianischer Herkunft
- Cherobon-Bawcom, Janet (* 1978), US-amerikanische Leichtathletin
- Cherogony, Thomson Kibet (* 1978), kenianischer Marathonläufer
- Cheromei, Lydia (* 1977), kenianische Langstreckenläuferin
- Chéron, André (1695–1766), französischer Komponist, Cembalist, Organist und Dirigent
- Chéron, André (1895–1980), französischer Endspieltheoretiker im Schach
- Chéron, Elisabeth Sophie (1648–1711), französische Malerin, Kupferstecherin, Dichterin und Übersetzerin
- Chéron, Henry (1867–1936), französischer Politiker
- Cherone, Gary (* 1961), US-amerikanischer RocksängerGary Cherone (* 1961)

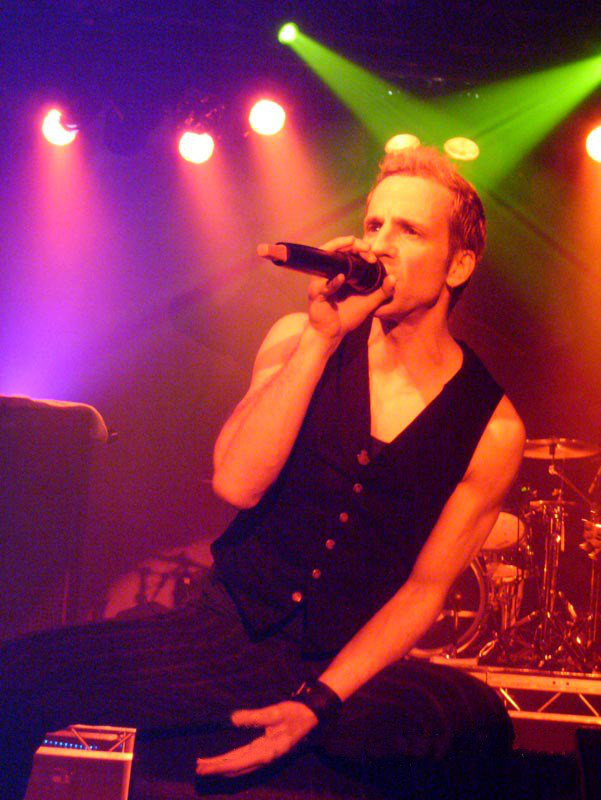
Gary Cherone (* 1961)

- Chéronnet, Victor (1827–1883), französischer Eisenbahningenieur
- Cherono, Benson Kipchumba (* 1984), kenianischer Langstreckenläufer
- Cherono, Eva (* 1996), kenianische Langstreckenläuferin
- Cherono, Fancy (* 2001), kenianische Hindernisläuferin
- Cherono, Frederick (* 1977), kenianischer Marathonläufer
- Cherono, Gladys (* 1983), kenianische Langstreckenläuferin
- Cherono, Henry Kosgei (* 1978), kenianischer Marathonläufer
- Cherono, Joan (* 1991), kenianische Sprinterin
- Cherono, Lawrence (* 1988), kenianischer Marathonläufer
- Cherono, Mercy (* 1991), kenianische Langstreckenläuferin
- Cherono, Priscah Jepleting (* 1980), kenianische Langstreckenläuferin
- Cherop, Mirriam (* 1999), kenianische Leichtathletin
- Cherop, Sharon Jemutai (* 1984), kenianische Marathonläuferin
- Cherotich, Caroline (* 1987), kenianische Leichtathletin
- Cherotich, Faith (* 2004), kenianische Hindernisläuferin
- Cherouvrier, Edmond (1831–1905), französischer Komponist
- Chéroux, Clément (* 1970), französischer Fotohistoriker und Autor

### Cherp
- Cherpillod, Gaston (1925–2012), Schweizer Schriftsteller

### Cherq
- Cherqaoui, Taieb (* 1949), marokkanischer Politiker

### Cherr
- Cherrat, Nisma (* 1969), marokkanische Schauspielerin
- Cherrelle (* 1958), US-amerikanische R&B-Sängerin
- Cherrie, George (1865–1948), US-amerikanischer Naturwissenschaftler und Forschungsreisender
- Cherrier, André (1905–1979), französischer Hochspringer
- Cherrier, Bruno (* 1953), französischer Sprinter
- Cherrill, Virginia (1908–1996), US-amerikanische Schauspielerin
- Cherro, Roberto (1907–1965), argentinischer Fußballspieler
- Cherry Vanilla (* 1943), US-amerikanische Sängerin und Presseagentin
- Cherry, Byron (* 1955), US-amerikanischer Schauspieler
- Cherry, Chloe (* 1997), US-amerikanische Filmschauspielerin, Model und ehemalige Pornodarstellerin
- Cherry, Damu (* 1977), US-amerikanische Hürdenläuferin
- Cherry, Deron (* 1959), US-amerikanischer American-Football-Spieler
- Cherry, Don (1924–2018), US-amerikanischer Musiker und Golfspieler
- Cherry, Don (* 1934), kanadischer Eishockeyspieler und -trainer
- Cherry, Don (1936–1995), US-amerikanischer JazzmusikerDon Cherry (1936–1995)

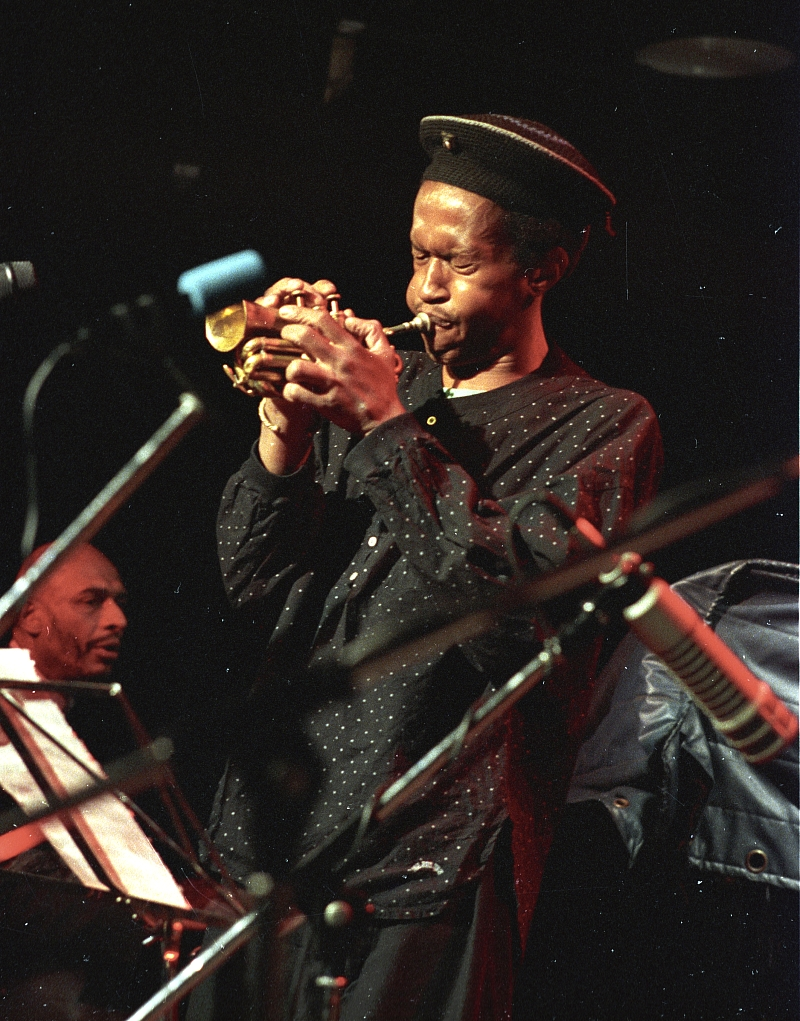
Don Cherry (1936–1995)

- Cherry, Eagle-Eye (* 1968), schwedischer Sänger
- Cherry, Ed (* 1954), US-amerikanischer Jazzgitarrist
- Cherry, Francis (1908–1965), US-amerikanischer Politiker, Gouverneur von Arkansas
- Cherry, Gordon (1931–1996), britischer Stadtplanungsforscher
- Cherry, Helen (1915–2001), britische Film- und Theaterschauspielerin
- Cherry, Jake (* 1996), US-amerikanischer Schauspieler
- Cherry, Joanna (* 1966), britische Politikerin der Scottish National Party (SNP)
- Cherry, John A. (* 1941), kanadischer Geologe
- Cherry, John D. (* 1951), US-amerikanischer Politiker
- Cherry, Jonathan (* 1978), kanadischer Schauspieler
- Cherry, Kittredge (* 1957), US-amerikanische evangelische Theologin und Autorin
- Cherry, Lorinda (1944–2022), amerikanische Informatikerin, Programmiererin und Unix-Pionierin
- Cherry, Marc (* 1962), US-amerikanischer Autor und Filmproduzent
- Cherry, Matthew A. (* 1981), US-amerikanischer Regisseur und ehemaliger American-Football-Spieler
- Cherry, Michael (* 1995), US-amerikanischer Sprinter
- Cherry, Moki (1943–2009), schwedische bildende Künstlerin und Designerin
- Cherry, Neneh (* 1964), schwedische Sängerin, Rapperin und ProduzentinNeneh Cherry (* 1964)

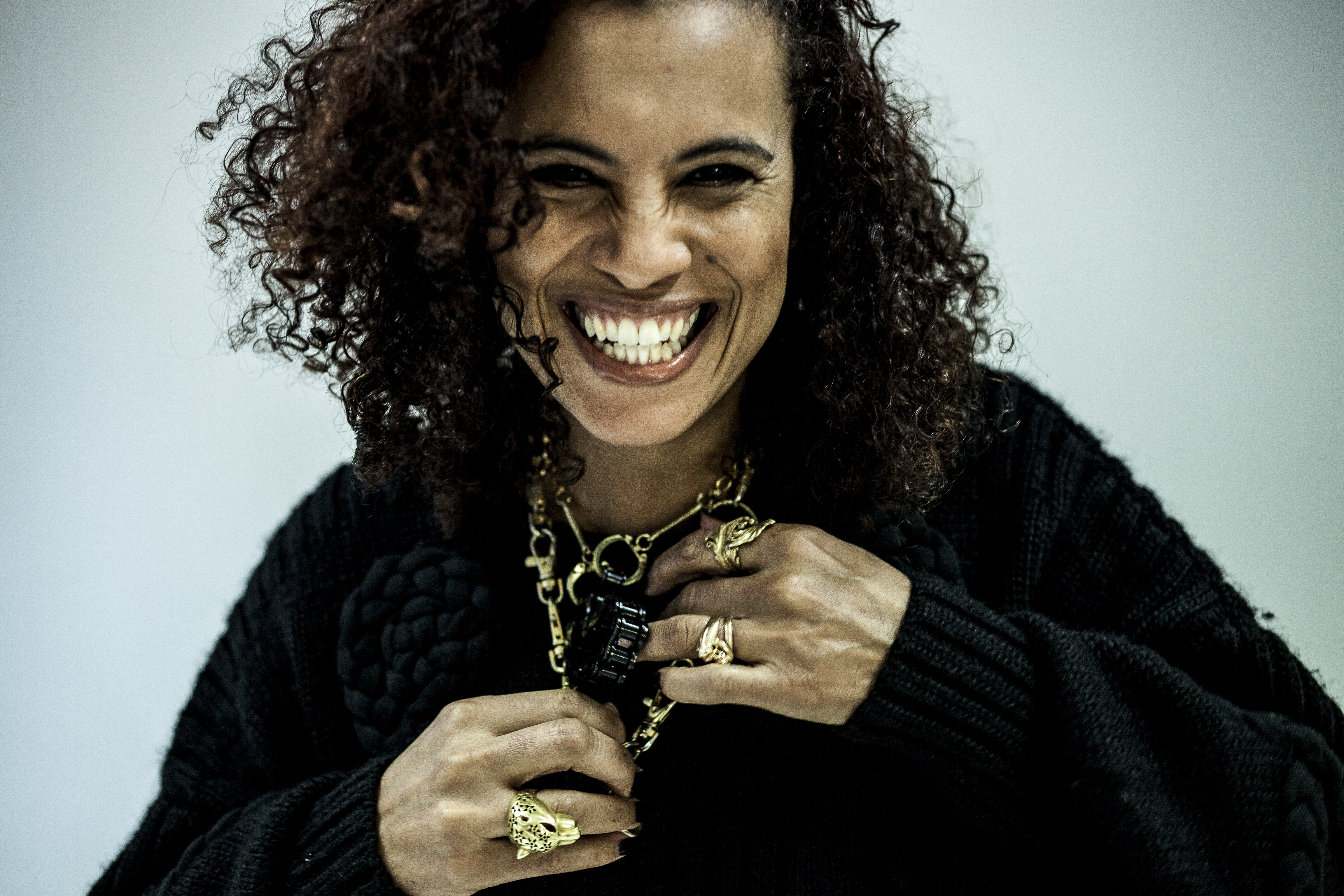
Neneh Cherry (* 1964)

- Cherry, Nicole (* 1998), rumänische Pop- und Reggae-Sängerin
- Cherry, R. Gregg (1891–1957), US-amerikanischer Politiker
- Cherry, Trevor (1948–2020), englischer Fußballspieler und -trainer
- Cherry, Vivian (1920–2019), US-amerikanische Fotografin
- Cherry, Wendell (1935–1991), US-amerikanischer Rechtsanwalt, Unternehmer, Kunstsammler und Mäzen
- Cherry, Will (* 1991), US-amerikanischer Basketballspieler
- Cherry, Zach (* 1987), amerikanischer Schauspieler
- Cherry-Garrard, Apsley (1886–1959), britischer Polarforscher
- Cherryh, C. J. (* 1942), US-amerikanische SF- und Fantasy-SchriftstellerinC. J. Cherryh (* 1942)

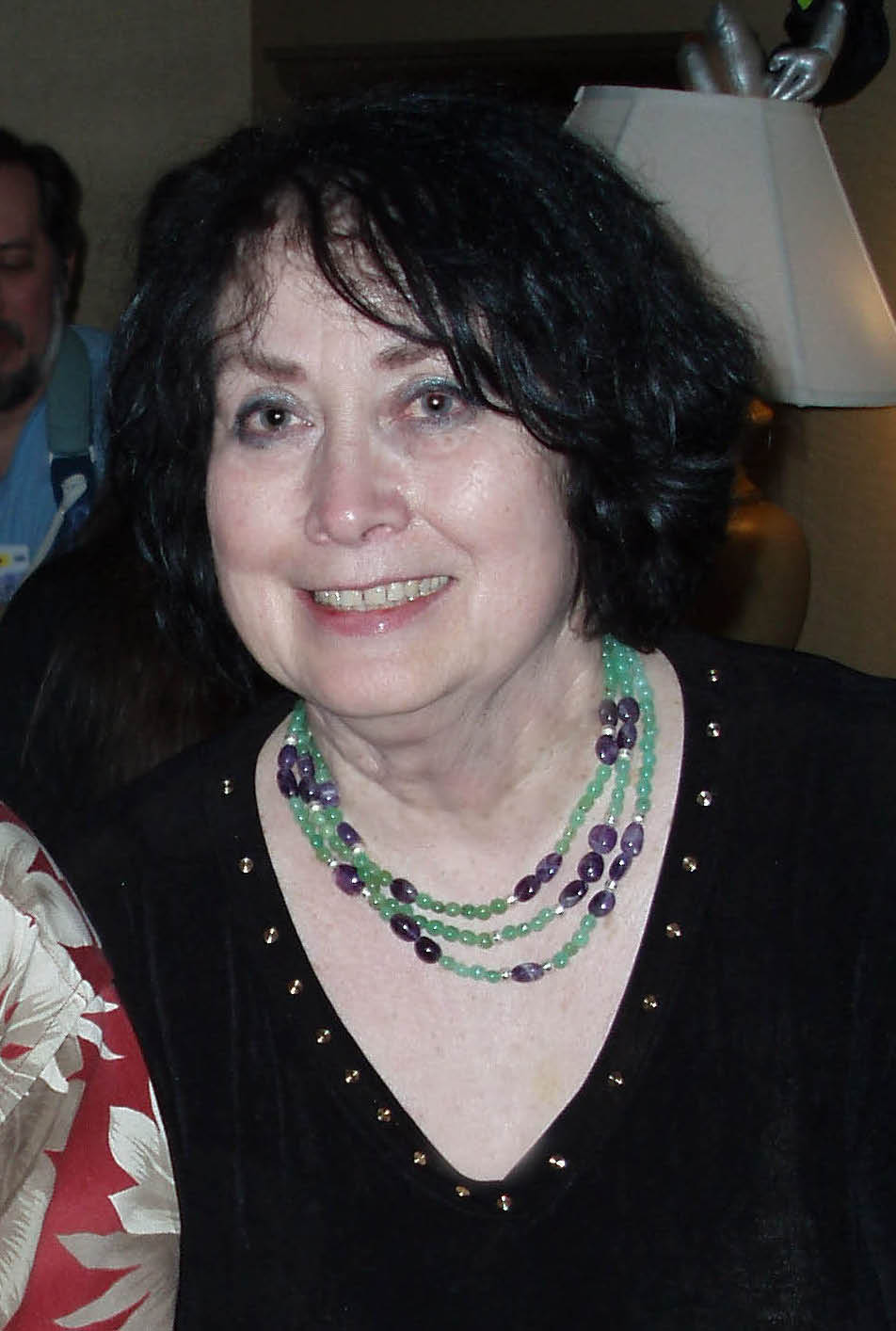
C. J. Cherryh (* 1942)

### Chers
- Chersich, Innocente (1861–1943), istrianisch-italienischer Politiker und Anwalt
- Chersiphron, griechischer Architekt
- Chersonskij, Boris (* 1950), ukrainischer Schriftsteller, Dichter, Essayist und Übersetzer

### Chert
- Chertkoff, Matt, US-amerikanischer Jazzmusiker (Gitarre)
- Chertoff, Michael (* 1953), US-amerikanischer Politiker (Republikanische Partei) und Jurist
- Chertok, Jack (1906–1995), US-amerikanischer Film- und Fernsehproduzent
- Chertok, Léon (1911–1991), französischer Psychiater, russischer Herkunft, Psychoanalytiker und Hypnoseforscher
- Chertok, Pearl (1918–1981), US-amerikanische Harfenistin, Musikpädagogin und Komponistin

### Cheru
- Cherubim, Dieter (* 1941), deutscher Germanist und Hochschullehrer
- Cherubim, Reinhard (1906–1980), deutscher Schachspieler, Schachjournalist, Schachfunktionär und Spezialist für Bewertungssysteme
- Cherubin, Nicolò (* 1986), italienischer Fußballspieler
- Cherubin, Yves (* 1999), haitianischer Hürdenläufer
- Cherubini, Diletta (* 2002), italienische Tennisspielerin
- Cherubini, Francesco (1789–1851), italienischer Sprachwissenschaftler und Schriftsteller
- Cherubini, Francesco (1865–1934), italienischer Geistlicher, römisch-katholischer Erzbischof und Diplomat des Heiligen Stuhls
- Cherubini, Laerzio, italienischer Rechtsgelehrter
- Cherubini, Luigi (1760–1842), italienischer KomponistLuigi Cherubini (1760–1842)

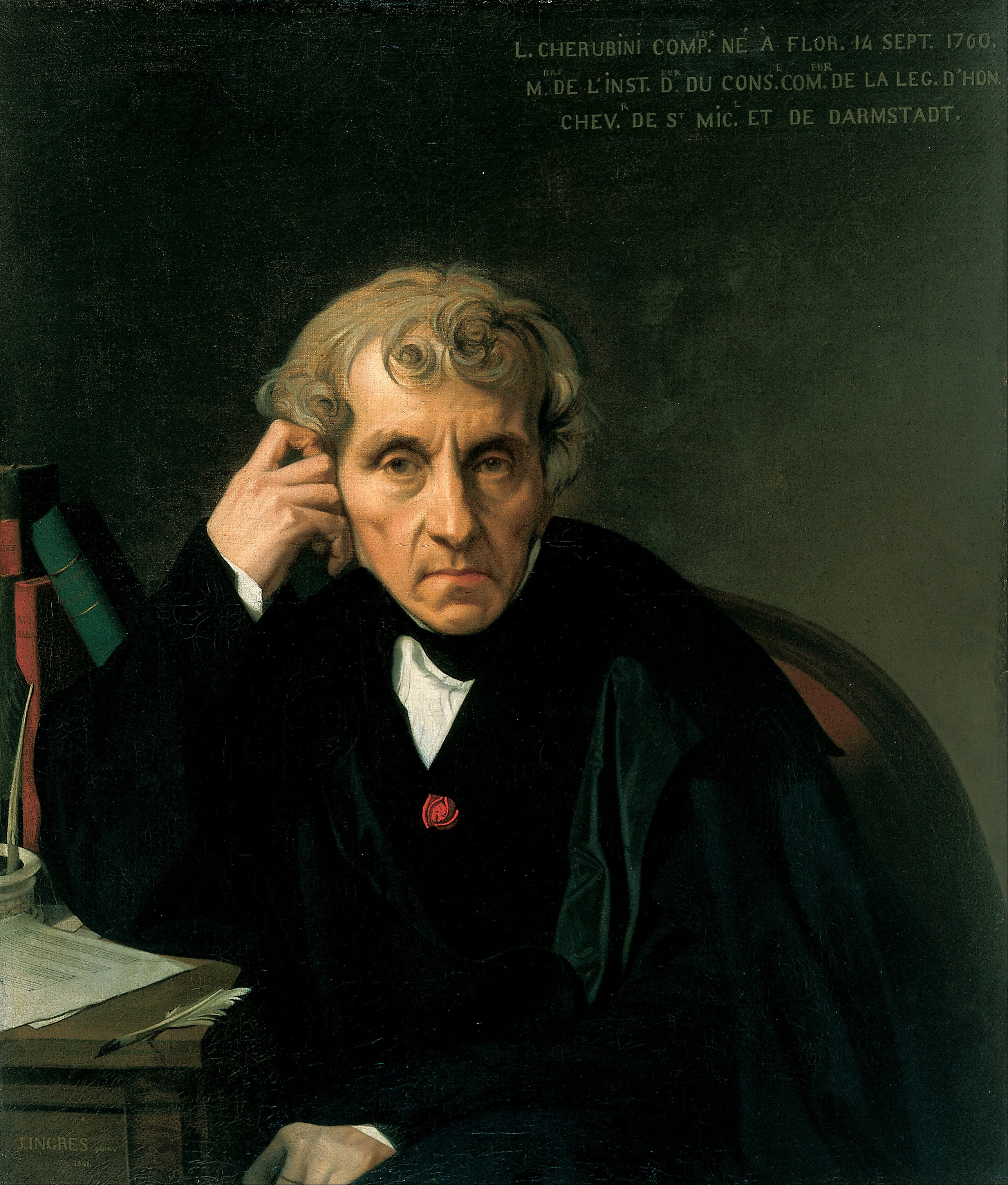
Luigi Cherubini (1760–1842)

- Cherubini, Paolo (* 1953), italienischer Diplomatiker und Paläograf
- Cheruiyot, Charles (* 1964), kenianischer Langstreckenläufer
- Cheruiyot, David Emmanuel (* 1972), kenianischer Marathonläufer
- Cheruiyot, Evans Kiprop (* 1982), kenianischer Langstreckenläufer
- Cheruiyot, Gilbert (* 1984), kenianischer Fußballschiedsrichterassistent
- Cheruiyot, Joel (* 1951), kenianischer Langstreckenläufer
- Cheruiyot, Kenneth (* 1974), kenianischer Marathonläufer
- Cheruiyot, Kipkoech (* 1964), kenianischer Mittelstreckenläufer
- Cheruiyot, Lenah Jemutai (* 1973), kenianische Langstreckenläuferin
- Cheruiyot, Reynold Kipkorir (* 2004), kenianischer Leichtathlet
- Cheruiyot, Robert Kipkoech (* 1978), kenianischer Marathonläufer
- Cheruiyot, Robert Kiprono (* 1988), kenianischer Marathonläufer
- Cheruiyot, Robert Kiprotich (* 1974), kenianischer Marathonläufer
- Cheruiyot, Rose (* 1976), kenianische Langstreckenläuferin
- Cheruiyot, Timothy (* 1995), kenianischer Mittelstreckenläufer
- Cheruiyot, Vivian (* 1983), kenianische Langstreckenläuferin
- Cherundolo, Steven (* 1979), US-amerikanischer FußballspielerSteven Cherundolo (* 1979)

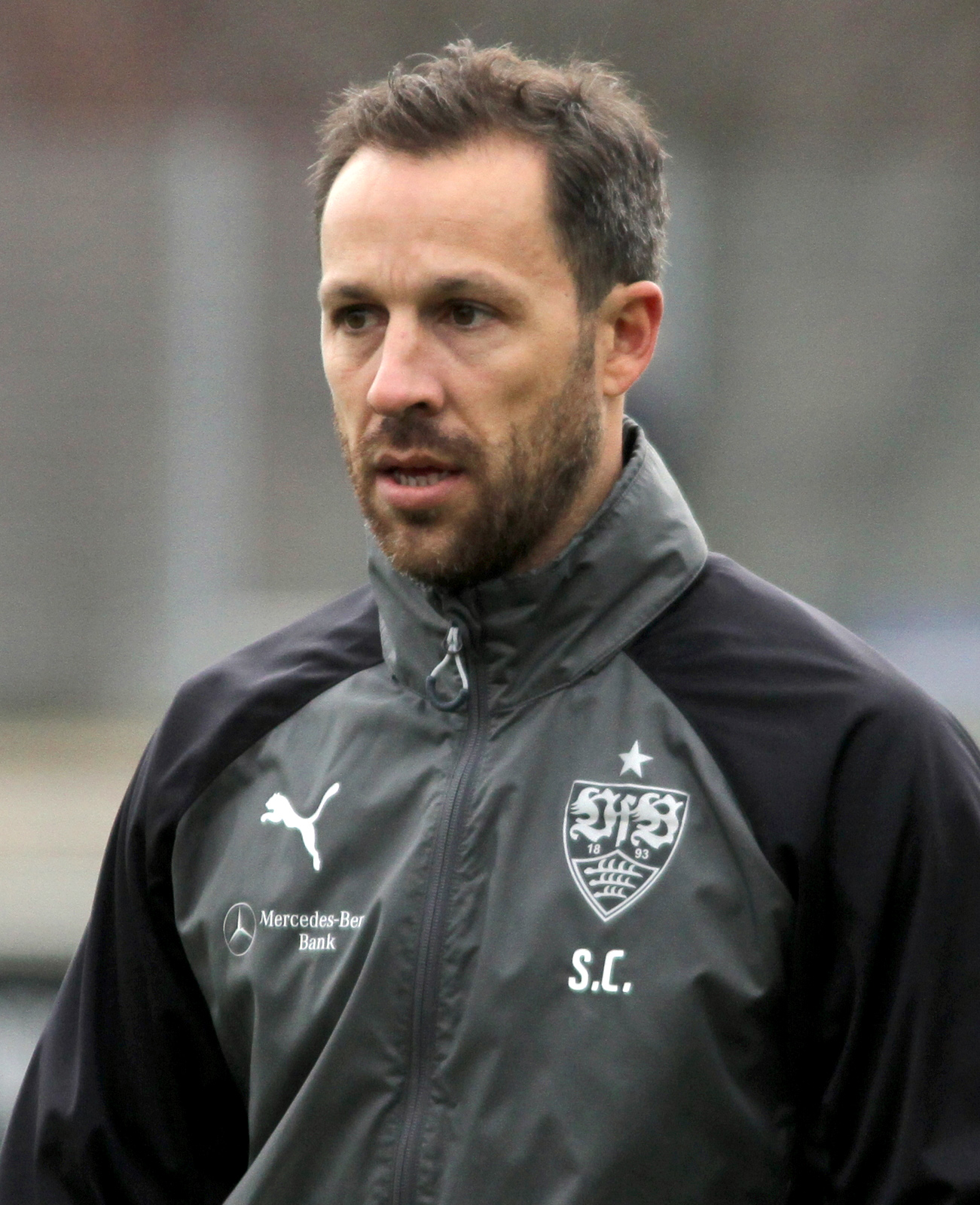
Steven Cherundolo (* 1979)

### Cherv
- Chervel, Thierry (* 1957), deutscher Journalist und Medienunternehmer
- Chervet, Alain (* 1990), Schweizer Boxsportler
- Chervet, Emma (* 2003), französische Skispringerin
- Chervet, Fritz (1942–2020), Schweizer Boxer
- Chervet, Jules (* 2003), französischer Skispringer
- Chervin, Stan, US-amerikanischer Drehbuchautor

### Chery
- Chéry, Cynthia (* 1994), haitianische Fußballspielerin
- Chery, Roberto (1896–1919), uruguayischer Fußballspieler
- Chery, Tjaronn (* 1988), surinamisch-niederländischer Fußballspieler
- Cheryazova, Lina (1968–2019), usbekische Freestyle-Skierin
- Cheryl, Karen (* 1955), französische Sängerin, Schauspielerin, Hörfunk- und Fernsehmoderatorin